# 御子柴宣夫
御子柴 宣夫（みこしば のぶお、1930年10月3日 - 2020年1月12日）は、日本の物理学者。

## 略歴
長野県諏訪市出身。長野県諏訪中学校（現・長野県諏訪清陵高等学校・附属中学校）、旧制松本高等学校を経て、名古屋大学理学部物理学科卒業。名古屋大学大学院理学研究科修了。1957年通商産業省工業技術院電気試験所（現・産業技術総合研究所）入所。1961年シカゴ大学金属研究所勤務。1970年電子技術総合研究所（現・産業技術総合研究所）基礎部固体物性研究室長。1974年東北大学電気通信研究所教授。1984年同大学電気通信研究所附属超微細電子回路実験施設初代施設長。1990年同大学定年退官後、同大学名誉教授。ヒューレット・パッカード日本研究所初代所長。1995年東京工芸大学工学部教授。

## 著書

### 単著
- 『半導体の物理 （半導体工学シリーズ）』 培風館 1982年
- 『半導体の物理 改訂版 （半導体工学シリーズ）』 培風館 1991年
- 『音波物性 （科学シリーズ・物性）』 三省堂 1973年

### 共著
- 『超伝導物理入門』 鈴木克生 共著 培風館 1995年
- 『演習 電子工学』 オーム社 1984年
- 『エレクトロニクス材料』 オーム社 1981年
- 『現代電子工学基礎論』 オーム社 1980年

### 編著
- 『走査型トンネル顕微鏡』 電子情報通信学会 1993年

### 共編
- 『超音波スペクトロスコピー 応用編』 生嶋明 共編 培風館 1990年
- 『トンネル現象の物理と応用』 武内義尚 共編 培風館 1987年

### 翻訳
- 『半導体応用デバイス （ストリートマン半導体電子デバイス）』 ベンGストリートマン 著 飯田昌盛 共訳 東海大学出版会 1991年